# Ozineus jubapennis
Ozineus jubapennis är en skalbaggsart som beskrevs av Fisher 1938. Ozineus jubapennis ingår i släktet Ozineus och familjen långhorningar. Inga underarter finns listade i Catalogue of Life.